# 신여성 (영화)
신여성(중국어: 新女性, New Women)은 롄화 영화사에서 1934년에 제작하여 1935년 2월 2일 상하이시에서 개봉되었던 중국의 영화이자 무성 영화이다. 제작에 참여하게 된 감독은 차이추성(Cai Chusheng)이며, 주연은 롼링위가 전담한 것으로 드러나고 있다. 이 영화의 주된 이야기를 보면 일찍이 결혼이 실패하게 된 뒤 홀로 힘으로 살아간 뒤 결국 투신하여 생애를 마감시키는 비극적인 이야기를 다루고 있으며, 시대적인 배경을 보면 1920년대 당시의 상하이시를 주 무대이자 배경으로 다루고 있으며, 일본이 중국 대륙을 침략시키는 내용을 다루고 있는 로맨스 영화이기도 하다.

## 캐스팅
- 롼링위 - 주연
- 왕나이동(영어판)
- 정군리(영어판)
- 차이추성 - 감독